# Kasper Kempel
Kasper Kempel (ur. 16 kwietnia 1994 w Kolindzie) – duński piłkarz występujący na pozycji pomocnika lub napastnika.

## Życiorys
Był juniorem Aarhus GF, a seniorską karierę rozpoczął w 2013 roku w Aarhus Fremad. Rok później przeszedł do Skive IK, gdzie rozegrał jeden mecz w 1. division – 12 minut w przegranym 24 sierpnia 0:2 spotkaniu z FC Fredericia. W roku 2015 został zawodnikiem IK Skovbakken, a rok później po połączeniu klubu z VIK został wcielony do nowo powstałego VSK Aarhus. W barwach tego klubu strzelił cztery gole w 13 meczach 2. division. W lipcu 2017 roku został piłkarzem BK Frem, a po pół roku przeszedł do Greve Fodbold. W jego barwach m.in. zdobył hat tricka w wygranym 3:0 meczu z B 93, a łącznie strzelił dziesięć goli. Po zakończeniu sezonu został zawodnikiem Skovshoved IF. Po dwóch latach opuścił klub.
Zagrał w piłkarskiej reprezentacji Danii w meczu 5 września 2018 roku ze Słowacją. Występ Kempela miał związek z protestem podstawowych reprezentantów kraju, którzy nie potrafili porozumieć się z DBU. Kempel rozpoczął mecz w podstawowym składzie, a w 61 minucie zmienił go Daniel Holm. Dania przegrała mecz 0:3.

## Statystyki ligowe
| Sezon         | Klub          | Liga        | Mecze | Gole |
| ------------- | ------------- | ----------- | ----- | ---- |
| 2013/2014     | Aarhus Fremad | 2. division | ?     | ?    |
| 2014/2015     | Skive IK      | 1. division | 1     | 0    |
| 2015/2016     | IK Skovbakken | 2. division | ?     | ?    |
| 2016/2017     | VSK Aarhus    | 2. division | 13    | 4    |
| 2017/2018 (j) | BK Frem       | 2. division | 8     | 0    |
| 2017/2018 (w) | Greve Fodbold | 2. division | 15    | 10   |
| 2018/2019     | Skovshoved IF | 2. division | 23    | 9    |
| 2019/2020     | Skovshoved IF | 2. division | 5     | 0    |